# Чемпіонат світу з кросу 1985
Чемпіонат світу з кросу 1985 був проведений 24 березня в Лісабоні.
Траса змагань була прокладена на іподромі «Жамор».
Місце кожної країни у командному заліку серед дорослих чоловічих команд визначалося сумою місць, які посіли перші шестеро спортсменів цієї країни. При визначенні місць дорослих жіночих та юніорських чоловічих команд брались до уваги перші чотири результати відповідно.

## Чоловіки
| Першість | Золото | Золото                                 | Срібло | Срібло                                | Бронза | Бронза                               |
| -------- | --- | -------------------------------------- | --- | ------------------------------------- | --- | ------------------------------------ |
| Особиста | Карлуш Лопеш Португалія | 33.33                                  | Пол Кіпкоеч Кенія | 33.37                                 | Водаджо Бульті Ефіопія                                                                                          | 33.38                                |
| Командна | ЕфіопіяВодаджо Бульті Бекеле Дебеле Касса Бальча Гірма Берхану Чала Ургессе Хайлу Вольде Адунья Лема Феїсса Абебе Мохамед Кедір | 129 очок3 4 6 28 33 55 (106) (219) DNF | КеніяПол Кіпкоеч Ендрю Масаї Боніфас Меранде Джошуа Кіпкембої Джексон Руто Джеймс Кіпнгетіч Джозеф Отьєно Бернгард Мосігісі Сіса Кіраті | 1412 14 17 22 41 45 (128) (132) (194) | СШАБрюс Бікфорд Пет Портер Ед Айстоун Крейг Верджін Марк Керп Джефф Дрент Марк Стіклі Девід Барні Марті Фроулік | 15310 12 16 19 40 56 (58) (76) (110) |

| Першість | Золото                                                                                           | Золото                  | Срібло                                                             | Срібло     | Бронза                                                                                            | Бронза                 |
| -------- | ------------------------------------------------------------------------------------------------ | ----------------------- | ------------------------------------------------------------------ | ---------- | ------------------------------------------------------------------------------------------------- | ---------------------- |
| Особиста | Кіпкембої Кімелі Кенія                                                                           | 22.18                   | Хабте Негеш Ефіопія                                                | 22.27      | Вольдесіласе Мількесса Ефіопія                                                                    | 22.27                  |
| Командна | ЕфіопіяХабте Негеш Вольдесіласе Мількесса Рафера Воркенч Тілагун Ебба Дебебе Деміссе Кальча Абча | 16 очок2 3 4 7 (8) (18) | КеніяКіпкембої Кімелі Нгото Мусьйокі Лоуренс Гатого Самуель Окемва | 261 5 6 14 | ІспаніяХосе Мануель Гарсія Алехандро Гомес Антоніо Перес Антоніо Пеула Марк Пуйоль Хосе Груньєйро | 649 16 17 22 (27) (35) |

## Жінки
| Першість | Золото                                                                        | Золото                     | Срібло                                                                                   | Срібло            | Бронза                                                                       | Бронза            |
| -------- | ----------------------------------------------------------------------------- | -------------------------- | ---------------------------------------------------------------------------------------- | ----------------- | ---------------------------------------------------------------------------- | ----------------- |
| Особиста | Зола Бадд Англія                                                              | 15.01                      | Кеті Бранта-Іскер США                                                                    | 15.24             | Інгрід Крістіансен Норвегія                                                  | 15.27             |
| Командна | СШАКеті Бранта-Іскер Бетті Спрінгс Шеллі Стілі Кеті Гейс Мері Найслі Нан Доук | 42 очки2 9 15 16 (28) (46) | СРСРОльга Бондаренко Тетяна Позднякова Марина Родченкова Ірина Бондарчук Тетяна Соколова | 777 19 20 31 (41) | РумуніяФіце Ловін Елена Фідатов Паула Іліє-Іван Мар'яна Станеску Юлія Бесліу | 964 10 34 48 (87) |

## Медальний залік
| Місце               | Країна              | Золото | Срібло | Бронза | Загалом |
| ------------------- | ------------------- | ------ | ------ | ------ | ------- |
| 1                   | Ефіопія             | 2      | 1      | 2      | 5       |
| 2                   | Кенія               | 1      | 3      | 0      | 4       |
| 3                   | США                 | 1      | 1      | 1      | 3       |
| 4                   | Англія              | 1      | 0      | 0      | 1       |
| 4                   | Португалія          | 1      | 0      | 0      | 1       |
| 6                   | СРСР                | 0      | 1      | 0      | 1       |
| 7                   | Румунія             | 0      | 0      | 1      | 1       |
| 7                   | Іспанія             | 0      | 0      | 1      | 1       |
| 7                   | Норвегія            | 0      | 0      | 1      | 1       |
| Загалом (9 збірних) | Загалом (9 збірних) | 6      | 6      | 6      | 18      |

## Українці на чемпіонаті
Українських спортсменів до складу збірної СРСР для участі в чемпіонаті заявлено не було.